# Roland Freudenstein

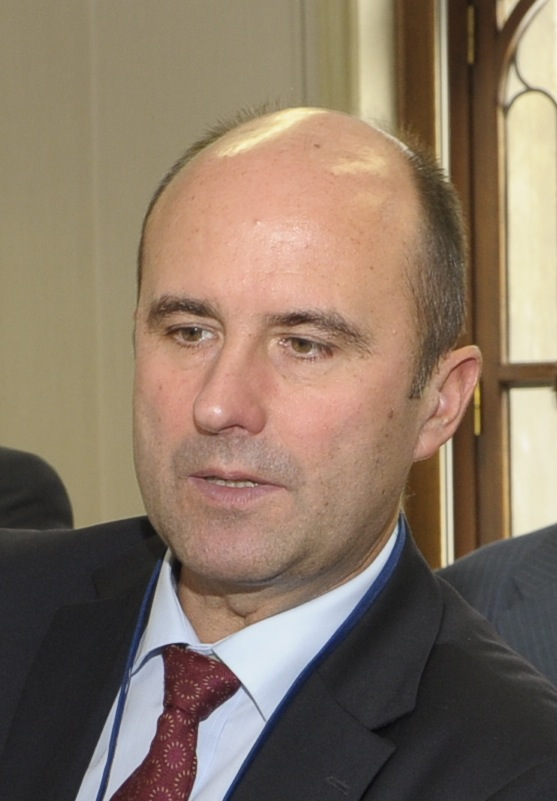
Roland Freudenstein

Roland Freudenstein (geb. 1960 in Bonn) ist ein deutscher Politologe und Experte für europäische Politik.

## Leben
Roland Freudenstein leistete von 1979 bis 1981 seinen freiwilligen Bundeswehrdienst ab. Von 1982 bis 1988 studierte er Politikwissenschaft, Japanologie, Volkswirtschaftslehre und Internationale Beziehungen an der Universität Bonn und an der University of Southern California in Los Angeles. Er war Mitarbeiter der Deutschen Gesellschaft für Auswärtige Politik in Bonn, Mitarbeiter im Planungsstab für Außenpolitik der EU-Kommission in Brüssel, Leiter des Warschauer Büros der Konrad-Adenauer-Stiftung (KAS) und leitender Mitarbeiter der Zentrale der Konrad-Adenauer-Stiftung in Berlin. Von 2010 bis 2012 war er Leiter der Kommission zur Formulierung des neuen Grundsatzprogramms der Europäischen Volkspartei (EVP).
Von 2008 bis 2021 war er Policy Director im Wilfried Martens Centre for European Studies, der parteinahen Stiftung der |Europäischen Volkspartei (EVP) in Brüssel. Von 2021 bis 2024 war er Vizepräsident und Direktor des Brüsseler Büros der Denkfabrik Globsec mit Zentrale in Bratislava. Seitdem ist er Direktor des Brüsseler Büros der Free Russia Foundation und betreibt die unabhängige Plattform „Brussels Freedom Hub“.

## Publikationen (Auswahl)
- (Redaktion des Tagungsbandes): Deutschland und Polen im veränderten Europa. Referate – Berichte – Dokumente (= Arbeitspapiere zur internationalen Politik, Bd. 75). Europa-Union-Verlag, Bonn 1993, ISBN 3-7713-0446-6.
- Rio Odra, Rio Buh: Poland, Germany and the Borders of Twenty-First Century Europe. In: Peter Andreas, Timothy Snyder (Hrsg.): The Wall Around the West. State Borders and Immigration Controls in North America and Europe. Rowman & Littlefield, Lanham 2000, ISBN 0-7425-0177-9, S. 173–184.
- After the Wall: Competing Narratives of Germany’s Unification. 20 Years After the Wende. In: European View, Jg. 8 (2009), Heft 2, S. 263–270.
- mit Ulrich Speck: The Renaissance of the West. How Europe and America Can Shape Up in Confronting Putin's Russia. Wilfried Martens Centre for European Studies, Brüssel 2015.
- Why There Will Be no Helsinki II – and Why Confidence Building With Russia Is a Bad Idea. In: European View, Jg. 15 (2016), Heft 1, S. 3–11.